# خلیج باتابانو

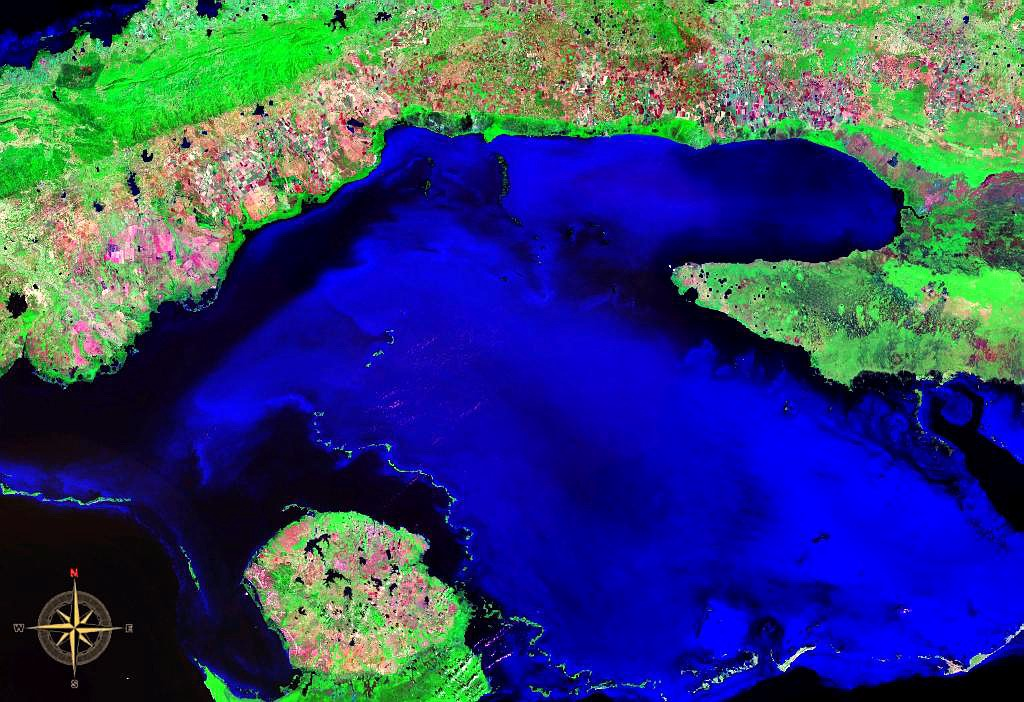
تصویر خلیج باتابانو از فراز جوّ، (رنگامیزی مصنوعی است)

خلیج باتابانو (اسپانیایی: Golfo de Batabanó‎؛ تلفظ اسپانیایی: [ˈɡolfo ðe βataβaˈno]), که باتابانو خلیج (اسپانیایی: Batabanó Gulf‎) نیز نامیده می‌شود، شاخابه یا تنگه‌ای واقع در جنوب غربی کوبا در دریای کارائیب در حد فاصل سرزمین اصلی کوبا و ایسلا د لا خوبنتود می‌باشد و در ۲۲°۱۵′شمالی ۸۲°۳۰′غربی / ۲۲٫۲۵°شمالی ۸۲٫۵°غربی واقع شده است.

## بررسی اجمالی
مرز شمالی خلیج باتابانو به طول ۸۰ مایل (۱۳۰ کیلومتر) در سواحل جنوبی کوبا از استان پینار دل ریو آغاز و پس از استان هاوانا و استان ماتانزاس، در شبه‌جزیره زاپاتا به آخر می‌رسد.